# Route départementale 502 (Haïti)
Pour les articles homonymes, voir Route 502.
La route départementale 502, ou RD 502, est une route départementale d'Haïti, reliant Môle Saint-Nicolas à Port-de-Paix.

## Présentation
La RD 502 quitte la RD 102 à Môle Saint-Nicolas, elle traverse Mare Rouge et Renard puis Jean-Rabel. Ensuite après avoir traversé Nan Guillette, Gros-Bassin et Cabaret elle se termine en rejoignant la Route nationale 5 à Port-de-Paix

## Tracé
- Môle Saint-Nicolas
- Mare Rouge
- Renard
- Jean-Rabel
- Nan Guillette
- Gros-Bassin
- Cabaret
- Port-de-Paix